# 志比堺站
志比堺站（日语：／ Shiizakai eki */?）是位於福井縣吉田郡永平寺町松岡志比堺，屬於越前鐵道的勝山永平寺線車站。車站編號為E11。本站的站房於2011年被登錄為日本的國家登錄有形文化財。
本站的站名讀法為「しひざかい」，但是當地的地名讀法則為「しいざかい」。

## 車站構造
本站是地面車站與無人車站，並設有1面1線單式月台。本站過去設有相對式月台，站內仍然留有已停用的月台。由於本站坐落在高處，因此站房外有一條長樓梯連接下方的村落。

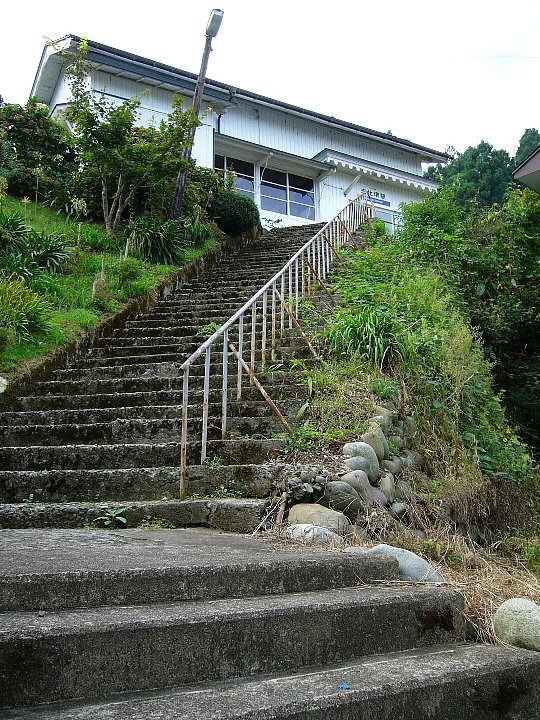
從樓梯下方望向站房（2005年10月）
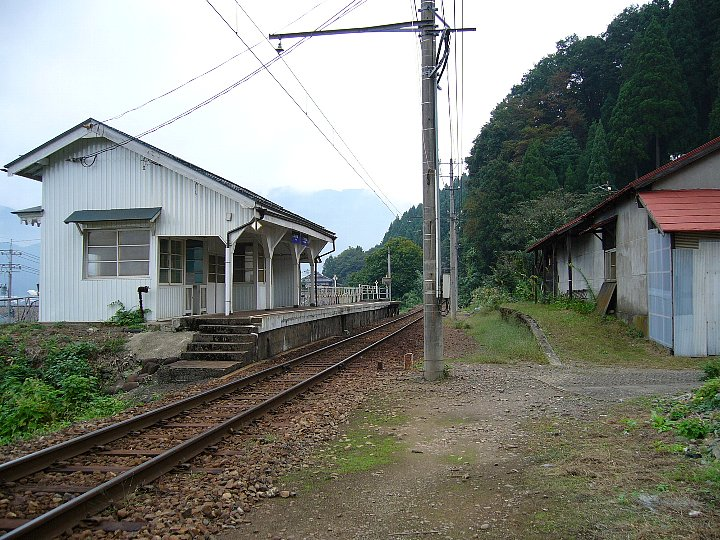
月台（2005年10月）

## 歷史
- 1914年2月11日：車站啟用。
- 1942年3月2日：京福電氣鐵道（京福）成立[2]，此站成為越前線（後來為越前本線）的車站[3][4]。
- 2001年6月25日：由於半年內兩度發生嚴重事故（日语：京福電気鉄道越前本線列車衝突事故），被國土交通省中部運輸局（日语：中部運輸局）引用鐵道事業法（日语：鉄道事業法）勒令全線暫停服務[5][6]。
- 2003年：

- 2月1日：車站設施轉讓至越前鐵道。
- 7月20日：越前鐵道車站重開。

- 2011年7月25日：站房獲登錄成為國家登錄有形文化財[1]。
- 2024年10月11日：越前鐵道及福井鐵道均可使用ICOCA及全國通用IC卡付款[8][9]。

## 使用狀況
以下為一日平均上下車人次：
| 上下車人次變化 | 上下車人次變化 |
| 年度           | 1日平均人次    |
| -------------- | -------------- |
| 2011           | 57             |
| 2012           | 53             |
| 2013           | 46             |
| 2014           | 41             |
| 2015           | 38             |
| 2016           | 39             |
| 2017           | 41             |
| 2018           | 35             |
| 2019           | 37             |
| 2020           | 26             |
| 2021           | 14             |
| 2022           | 14             |

## 車站周邊
- 九頭龍川
- 國道416號（日语：国道416号）

## 相鄰車站
越前鐵道
■勝山永平寺線
□快速（只有上行班次）
通過
■普通
松岡（E10）－志比堺（E11）－永平寺口（E12）

## 外部連結
- 越前鐵道志比堺站 （页面存档备份，存于）（日語）
- - 國指定文化財等數據庫（日語）
- 越前鐵道志比堺站站房 （页面存档备份，存于）（日語） - 福井縣教育廳生涯學習、文化財課